# アルプ・アルスラーン
アルプ・アルスラーン（ペルシア語：الپ ارسلان Alp Arslān、عضد الدولة ابو شجاع الپ ارسلان محمد بن چغرى بك ابو سليمان داود بن ميكائيل بن سلجوق ‘Azud al-Dawla Abū Shujā‘ Alp Arslān Muḥammad b. Chaghulī Bak Abū Slaymān Dā'ūd b. Mīkā'īl b. Saljūq 、1029年1月20日 - 1072年12月15日）は、セルジューク朝の第2代スルターンである（在位：1064年4月27日 - 1072年12月15日）。トゥグリル・ベクの甥で、トゥグリルとともにホラーサーン以西におけるセルジューク家の勢力確立に貢献した彼の兄弟チャグリー・ベクの息子。長兄にケルマーン・セルジューク朝の始祖となったカーウルドがおり、他の兄弟にスライマーン、ウスマーン、バフラーム・シャーらがいた。王朝の名祖であるセルジュークの曾孫にあたる。「アルプ・アルスラーン（アルスラン）」はテュルク語で「勇猛なるライオン」を意味する名前で、彼の軍事的な武勇や戦闘技術を称えて名づけられた。即位に際しアッバース朝カリフから下された尊称により、「偉大なるスルターン（スルターン）、王朝（ダウラ）の腕、勇敢の父、アルプ・アルスラーン・ムハンマド、信徒たちの司令者（アミール・アル＝ムウミニーン）の証言者」（al-Sulṭān al-A‘ẓam‘Azud al-Dawla Abū Shujā‘ Alp Arslān Muḥammad Burhān Amīr al-Mu'minīn）と名乗った。

## スルターンの座
アルプ・アルスラーンは、父チャグリー・ベグ（Chaghrī Bek）の後を継いで、1059年にホラーサーンの総督となった。セルジューク朝の初代スルターンであるトゥグリル・ベグは彼の叔父である。トゥグリルが亡くなると、アルプ・アスラーンの兄弟であるスライマーンが継承しようとしたが、アルプ・アスラーンと、トゥグリルの従兄弟クタルミシュ（トゥグリルの父ミーカーイールの長兄アルスラーン・イスラーイールの嫡子）が共に反対した。その後、アルプ・アルスラーンはクタルミシュとも王座を争ったが、結局はアルプ・アスラーンが勝ち、1064年4月27日にスルターンの座を受け継いだ。これにより彼はアムダリヤ川からチグリス川にいたるイラン地域の支配者となった。
アルプ・アルスラーンは、ムスリム初期の時代において最も有能な政治家の1人に数えられるペルシア人ニザームルムルクを宰相（ワズィール）として重用し、派閥争いを抑えて帝国の強化にあたった。領域が秩序と安全を保てるようになったところで、彼は地域の代表による会議を招集し、彼の息子マリク・シャーを後継者とすることを宣言した。そして彼は、聖バシレイオス教会の財産を狙って、自ら騎馬隊の先頭に立ってユーフラテス川を越え、カッパドキアの州都カイサリアを略奪した。彼はそのままアルメニアとグルジアに進軍し、1064年には征服した。
後に、アルプ・アルスラーンは、王座を争ったクタルミシュの息子スライマーン・イブン＝クタルミシュを北西方面のいくつかの属州の総督に任命した。その後スライマーンは、セルジューク朝から分裂してルーム・セルジューク朝を興している。スライマーンの記述によると、アルプ・アスラーンはクタルミシュと争ったものの、クタルミシュが亡くなったときには涙を流して惜しんだという。

## 東ローマ帝国との戦い

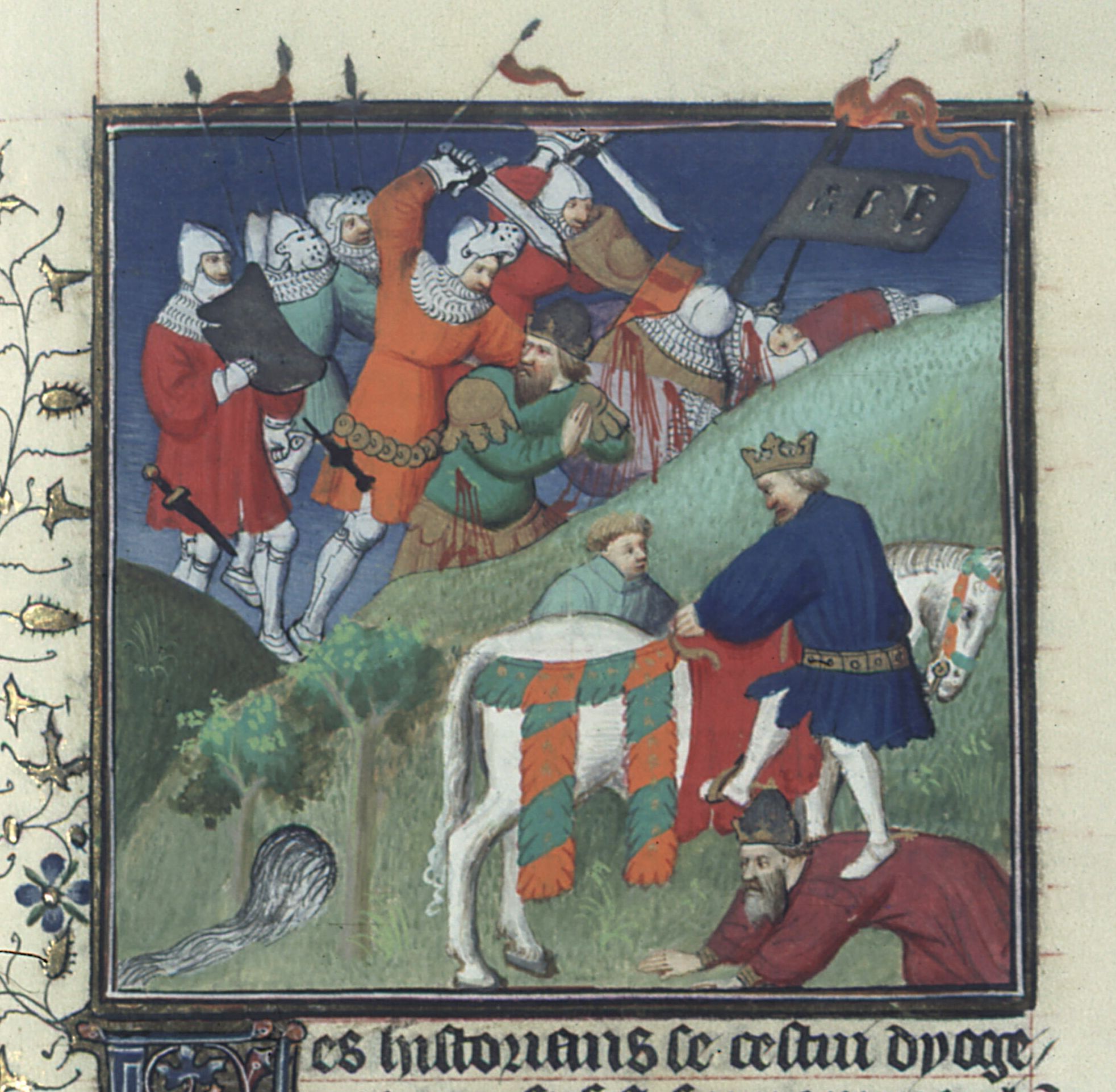
マラーズギルドの戦い

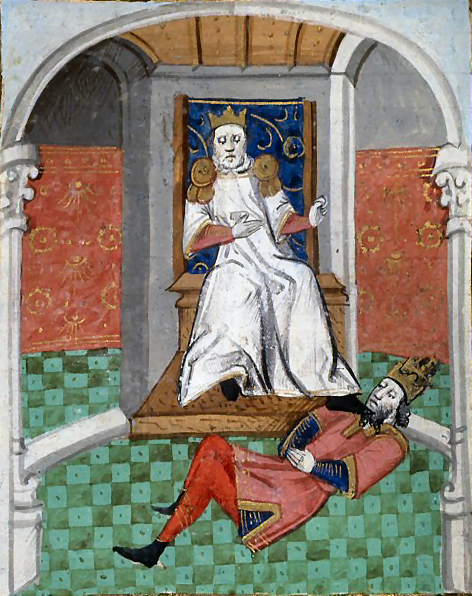
ロマノス4世ディオゲネスに屈辱を与えるアルプ・アルスラーン

1068年、アルプ・アルスラーンの遠征軍は東ローマ帝国を侵略してシリアに向かった。
東ローマ皇帝ロマノス4世ディオゲネスは自ら兵を率いて、キリキアにおいて侵略者を迎えうった。ロマノス帝自身が指揮した2回の戦闘と、マヌエル・コムネノス（ローマ皇帝マヌエル1世コムネノスの大叔父）が指揮した戦闘との計3回の激戦が行われた結果、アルプ・アルスラーンのセルジューク軍は敗退し、ユーフラテス川の手前まで退却した（1070年）。
1071年、ロマノス帝は再び戦闘を起こすことを決意し、フランク人とノルマン人だけでなくテュルク系クマン人も傭兵とした4万人の軍を集め、アルメニアに進軍した。ローマ軍はセルジューク軍とは、ヴァン湖の北岸に位置するマラーズギルドにおいて衝突した。アルプ・アルスラーンは和議を望んだが、ロマノス帝はそれを拒否したため、マラズギルト（マラーズギルド）の戦いと呼ばれる戦闘となった。戦いの結果は、ローマ軍内部の裏切りとテュルクの騎兵隊の威力によって、ローマ軍の完敗となった。
ロマノス4世は捕虜となってアルプ・アルスラーンの前に連れられた。アルプ・アルスラーンはロマノフ帝を寛容に扱い、和平を約束したうえ、丁重に護衛の兵を付けて釈放した。2人が会見したときの会話は記録が残されており、有名である。
アルプ・アルスラーン : 「もし捕虜となったのが逆に私の方だったならば、貴方はどうするだろう？」
ロマヌス : 「きっと貴方を処刑するか、コンスタンティノープルの街中で晒し者にするだろう。」
アルプ・アルスラーン : 「私の下す刑はそれよりも重い。私は貴方を赦免して自由にするのだから。」
マラーズギルドの戦いでアルプ・アルスラーンが勝利すると、彼は麾下のセルジューク朝軍を構成していたテュルクメン系の諸侯（アミール）たちを多数東部、中部アナトリアに入植させた。これによりダーニシュマンド朝をはじめとするオグズ・テュルクメン系の諸侯たちの所領がアルメニア周辺以西に分立し、後のルーム・セルジューク朝、カラマン君侯国、オスマン朝をはじめとするアナトリアのテュルク化の端緒となった。これによりアナトリア内陸の諸都市や地域がテュルク系遊牧民に支配を受けるようになる（ただし、東ローマ帝国はさらに4世紀存続し、十字軍遠征によって西欧が勢いを盛り返す時期もある）。エドワード・ギボンなど多くの歴史家は、マラーズギルドの戦いを東ローマ帝国の衰退の始りとして記述している。

## 国政について
アルプ・アスラーンやその息子マリク・シャーの権力の支えは軍事力だったが、そのための帝国内部の問題は有能な宰相ニザームルムルクが対処して、スルターン制度を強化する特有の政治制度を作り上げた。制度のひとつは、セルジューク朝の王が直轄する軍用地を決めたことである。軍用地から得られる農産物と商業にかかる税収入が軍隊を支えたので、アルプ・アスラーンは征服した領土からの年貢に頼らずとも常備軍を持ち、遠征を続ける費用を確保できるようになった。また、軍用地を定めたことで、遊牧民であるテュルク民族が、支配下のペルシア人を始めとする定住民族が蓄えた資産を徴収できる土台ができたといえる。

## 最期
マラーズギルドの戦いに勝ったすぐ後、アルプ・アルスラーンは、セルジューク家の発祥の地であるマー・ワラー・アンナフル（アムダリヤ川以東）に向かい始めた。彼は強力な軍隊を伴い、アムダリヤ川の川岸まで進軍した。この川を渡る前には、いくつかの砦の攻略が必要だったが、そのひとつがホラズムの総督ユースフ・ブールーザミーが守る砦だった。ユースフは何日かは持ちこたえたものの、結局は降服し、捕虜としてアルプ・アルスラーンの前に連れられた。そこで残酷な処刑を命じられたユースフは、短剣を取り出してアルプ・アルスラーンに襲い掛かった。アルプ・アルスラーンは護衛を制して自ら弓を取り出したものの、足を滑らせて矢を外し、ユースフの短剣を胸に受け、その4日後に亡くなった。1072年12月25日、42歳における死であった。彼は護衛を制した自らのうぬぼれを後悔し、そのことを死の間際に息子に伝えたと記録に残っている。遺体はメルブに運ばれ、父チャグリー・ベグの隣に埋葬された。墓碑には次のように刻まれている。
「天にも届くアルプ・アルスラーンの偉業を仰いだ者たちよ、見よ！いまや彼は黒い土の下に眠っている…」

## 伝承
トルクメニスタンでは、2002年にカレンダーの月名が変更され、4月をアルプ・アルスラーン月と呼ぶことになったが、2009年に元に戻された。

## 参考資料
- Biography[リンク切れ]
- 井谷鋼造「大セルジュク朝」と「ルーム・セルジュク朝」『西南アジア研究』41, 1994年9月.
- 井谷鋼造「Aya Sofya 3605ペルシア語写本Nizam al-Tawarikh中のセルジュク朝関連の記事について（上）」 『追手門学院大学文学部紀要』 31 ,  1995年.
- 井谷鋼造「Aya Sofya 3605ペルシア語写本Nizam al-Tawarikh中のセルジュク朝関連の記事について（下）」 『追手門学院大学文学部紀要』 32, 1997年.